# American University of Cyprus

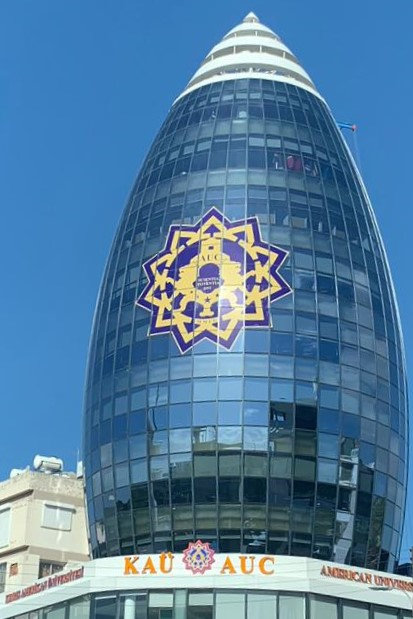
American University of Cyprus (Dereboyu Avenue Building)

Die American University of Cyprus (Abk. AUC) ist eine staatlich anerkannte Privatuniversität in Nord-Nikosia in der Türkischen Republik Nordzypern.
An sieben Fakultäten werden 18 Bachelor- und 12 Weiterbildungsprogramme angeboten:
- Faculty of Economics, Administrative and Social Science
- Faculty of Health Sciences
- Faculty of Law
- Faculty of Educational Sciences
- Faculty of Engineering
- Faculty of Tourism
- Faculty of Fine Arts and Design